# Gębacz trójbarwny
Gębacz trójbarwny, gębacz czarnogardły (Astatotilapia burtoni) – gatunek słodkowodnej ryby okoniokształtnej z rodziny pielęgnicowatych (Cichlidae). Hodowana w akwariach.

## Występowanie
Afryka Wschodnia – jezioro Tanganika, Kiwu i połączone z nimi rzeki. Zasiedla wolno płynące rzeki, ich ujścia oraz płytkie wody jezior.

## Opis
Osiąga przeciętnie 12 cm długości. Żywi się różnorodnym pokarmem.